# Tamme (Koonga)
Tamme – wieś w Estonii, w prowincji Parnawa, w gminie Koonga.